# Abteh
Abteh (en arabe : ابطيح / en tamazight : ⴰⴱⵜⴻⵀ) est une commune marocaine située dans la province de Tan-Tan en région Guelmim-Oued Noun. Elle possède une population de 647 habitants en 2024 selon le RGPH de 2024 et une superficie de 3 144km².

## Géographie

### Localisation
Abteh se situe au sud de la province et de la région. Elle se trouve à environ 190km de Laâyoune à vol d'oiseau à partir de leurs centres.
| Chbika    | Chbika | Msied  |
| Akhfennir | Abteh  | Msied  |
| Akhfennir | Haouza | Haouza |

### Climat
Abteh possède un climat désertique selon la classification de Köppen-Geiger.

## Voies de transport
La commune est traversée par la R101, permettant le transport par voie routière à Tan-Tan au nord et à Es-Semara au sud.

## Démographie et chiffres

### Population
Le recensement de la population marocaine est effectué tous les 10 ans et les résultats sont publiés par le Haut-commissariat au plan du Royaume du Maroc.
| Année              | 1994 | 2004 | 2014 | 2024 |
| ------------------ | ---- | ---- | ---- | ---- |
| Nombre d'habitants | 604  | 390  | 264  | 647  |

### Conditions d'habitat
En 2024, on recense un effectif de 142 ménages, soit 4,6 habitants/ménage.
Parmi les ménages sédentaires, on retrouve principalement 56,3% de logements type rural et 28,2% de maisons sommaires.
Tous les foyers ont accès à l'électricité, tandis que 39,4% d'entre eux ont un accès à l'eau courante.

### Situation de la population
8,5% de la population totale est au chômage, ce qui est bien inférieur à la moyenne nationale (13,1%)